# Pelidnota alutacea
Pelidnota alutacea är en skalbaggsart som beskrevs av Bates 1888. Pelidnota alutacea ingår i släktet Pelidnota och familjen Rutelidae. Inga underarter finns listade i Catalogue of Life.